# Dinu Lipatti

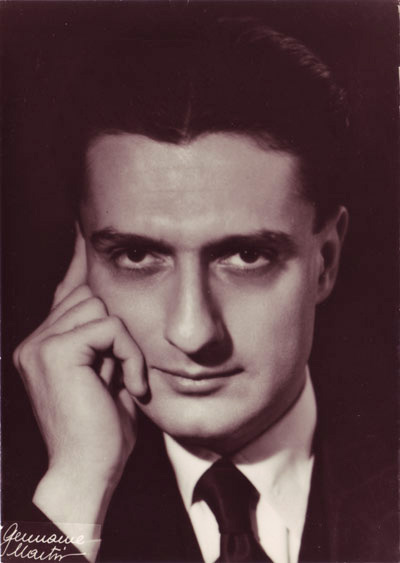
foto Dinu Lipatti
met toestemming van Lipatti-Haskil Foundation geplaatst

Dinu Lipatti (Boekarest, 19 maart 1917 – Genève, 2 december 1950) was een Roemeense pianist en componist.
Lipatti trad al op op vierjarige leeftijd en wordt beschouwd als een van de grootste muzikale fenomenen uit de 20e eeuw, die ondanks zijn korte leven een hoogtepunt in de kunst heeft bereikt. Hij had een bijzondere affiniteit met het repertoire van onder meer Mozart, Chopin en Schumann.
Hij stierf in Zwitserland aan leukemie.

## Achtergrond en jeugd
Dinu Lipatti werd geboren in Boekarest, Roemenië, op 19 maart 1917, als zoon van welvarende en muzikale ouders: zijn vader had viool gestudeerd bij Pablo de Sarasate en zijn moeder was een zeer getalenteerd pianiste en pianolerares. Hij begon piano te spelen toen hij nog een zuigeling was en zijn openbare debuut als pianist en componist maakte hij op de verbazend jonge leeftijd van vier jaar. 
Zijn ouders waren zo verstandig hun wonderkind niet te exploiteren. Ze lieten hem studeren aan het Conservatorium van Boekarest. Tegelijkertijd kwamen leraren bij hem thuis om hem les te geven omdat hij vanwege zijn zwakke gezondheid niet naar een gewone school kon gaan. Tot zijn 17e jaar bleef hij in Boekarest waarna hij vertrok om zijn muzikale carrière te beginnen.

## Loopbaan
Toen Lipatti slechts de tweede prijs werd toegekend bij de Weense Piano Competitie in 1934 trad de fameuze Franse pianist Alfred Cortot uit protest uit de jury terug en hij nodigde Lipatti persoonlijk uit om bij hem in Parijs te komen studeren, een uitnodiging die de jonge pianist aannam. Tegelijkertijd studeerde Lipatti in Parijs bij Nadia Boulanger en Paul Dukas.
Lipatti keerde in 1939 naar Roemenië terug en overleefde de Tweede Wereldoorlog. Hij ontvluchtte zijn vaderland tegen het einde van de oorlog met zijn verloofde Madeleine Cantacuzene (met wie hij later getrouwd is), via Scandinavië naar Zwitserland, waar hij bij het Conservatorium van Geneve het hoogste piano hoogleraarschap van 1944 tot 1949 had. Na de oorlog trad hij veelvuldig op in Europa, inclusief Zwitserland, Frankrijk, Duitsland, Italië, Groot-Brittannië, België en Nederland, en zijn bekendheid en populariteit groeiden snel. Hij werd ook veel gevraagd als leraar voor zijn masterclasses.

## Ziekte
In de laatste zes jaar van zijn leven leed Lipatti aan leukemie. Hij bleef volop actief en zijn spel leed er nooit onder. Er waren zelfs plannen voor een concerttournee in Amerika, maar de ziekte verergerde, waardoor de reis geannuleerd moest worden. In zijn laatste jaar werd zijn situatie tijdelijk met een nieuw medicijn - cortison - stabiel gehouden. De hoge kosten daarvoor werden gedragen door toegewijde vrienden, zoals Yehudi Menuhin, Edvard Munch en Igor Stravinsky. 
Het was tijdens deze opleving dat Lipatti, tegen het advies van zijn doktoren in, besloot zijn concertafspraken na te komen en zo speelde hij zijn laatste recital te Besançon op 16 september 1950. Helaas kwam de leukemie in volle hevigheid terug. Lipatti bezweek ten slotte en stierf een pijnlijke dood in Genève op 2 december 1950. Hij werd 33 jaar oud.
Lipatti liet een inmiddels beroemd geworden collectie opnames achter. Wat minder bekend is, is dat Lipatti tevens componeerde. Hij schreef diverse werken voor piano solo, waaronder een sonatine voor de linkerhand, een concert en kamermuziekwerken.